# Richard White (attore)
Richard White (Oak Ridge, 4 agosto 1953) è un attore, tenore e doppiatore statunitense.

## Biografia
È conosciuto per aver doppiato la voce di Gaston nel film d'animazione La bella e la bestia. Il suo tono di voce è basso, essendo un tenore-baritono.
Ha interpretato anche il personaggio di Gaylord Ravenal in Show Boat al Paper Mill Playhouse e Robert Mission in The New Moon, al New York City Opera.  
White ha anche creato il ruolo principale di Erik nell'anteprima mondiale del musical di Arthur Kopit e Maury Yeston Phantom e canta il ruolo nel cast recording originale.
Ha interpretato il ruolo di Joey in The Most Happy Fella a Broadway ed ebbe un ruolo nei revival Brigadoon, South Pacific, e Auntie Mame.
Era stato considerato anche per la voce del Governatore Ratcliffe nel film animato della Disney del 1995 Pocahontas, ma i produttori pensarono che gli spettatori avrebbero associato la sua voce a Gaston. La parte andò a David Ogden Stiers, co-star di White in La bella e la bestia.

## Vita privata
White si è diplomato nel 1971 alla Bethel Park High School. È stato sposato con la coreografa Sharon Halley dal 1982 al 2003; hanno avuto una figlia, Amanda.

## Filmografia

### Attore
- Great Performances - serie TV, 3 episodi (1989)

### Doppiatore
- La bella e la bestia (1991)
- House of Mouse - Il Topoclub - serie TV, 5 episodi (2001-2003)

## Doppiatori italiani
- Roberto Pedicini in La bella e la bestia (parte parlata), House of Mouse - Il Topoclub
- Carlo Lepore in La bella e la bestia (parte cantata)